# Hrabstwo Hartley
Hrabstwo Hartley – rolnicze hrabstwo w USA, w stanie Teksas, w regionie Panhandle. Utworzone w 1876 r. Siedzibą hrabstwa jest miasteczko Channing, a największą miejscowością Dalhart. Według danych z 2023 liczy 5145 mieszkańców, z czego 41% stanowiły kobiety. Z gęstością zaludnienia 1,36 os./km², należy do pięćdziesięciu najsłabiej zaludnionych hrabstw Teksasu.

## Gospodarka
Hrabstwo jest wiodącym producentem rolnym dla stanu w zakresie wołowiny, nabiału, kukurydzy, pszenicy i ziemniaków. Znaczące są także uprawy bawełny, oraz produkcja pasz. W 2022 roku obszar ten zajął 3. miejsce w stanie i 22. w kraju pod względem wpływów z rolnictwa. Przemysł mleczny był największy, w całym stanie Teksas.

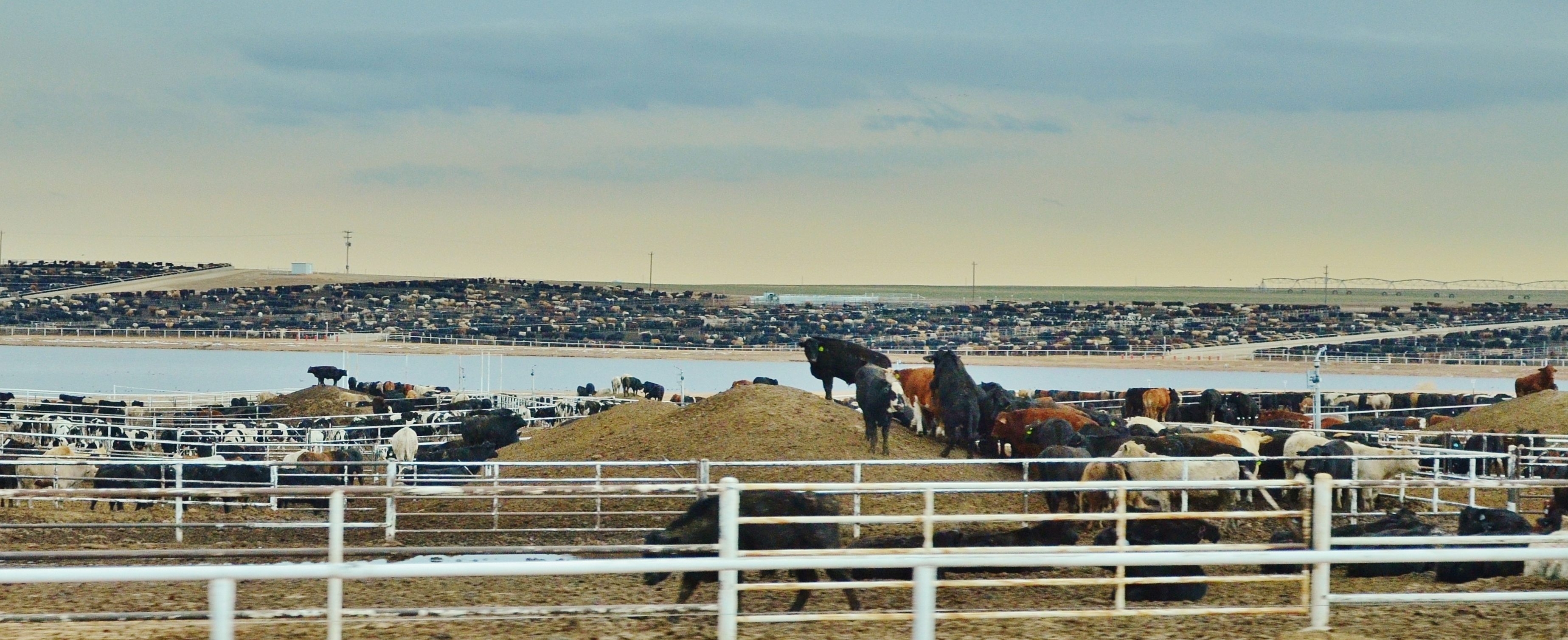
Stadnina w hrabstwie Hartley w 2013 roku.

Z dochodem gospodarstwa domowego w 2023 roku na poziomie 82 122 dolarów jest najbogatszym hrabstwem w regionie Panhandle. Dochód na mieszkańca wynosił 30 181 dolarów, podczas gdy 8,5% mieszkańców żyło poniżej relatywnej granicy ubóstwa.

## Sąsiednie hrabstwa
- Hrabstwo Dallam (północ)
- Hrabstwo Moore (wschód)
- Hrabstwo Oldham (południe)
- Hrabstwo Quay, Nowy Meksyk (południowy zachód)
- Hrabstwo Union, Nowy Meksyk (północny zachód)

Piramida wieku hrabstwa

## Demografia
W latach 2000–2020 populacja hrabstwa skurczyła się o 2,8%. Według danych pięcioletnich z 2023 roku, 56,8% mieszkańców stanowiła ludność biała nielatynoska, 30,7% było Latynosami, 6,7% to ludność czarnoskóra, 0,8% rdzenni Amerykanie i 0,3% stanowili Azjaci.

### CDP
- Hartley